# Lactamă

De la stânga la dreapta, formulele de structură pentru: β-lactamă, γ-lactamă, δ-lactamă și ε-lactamă.

O lactamă (numele este un acronim de la lactonă + amidă) este o amidă ciclică. La denumirea lactamelor, prefixele indică câți atomi de carbon (fără gruparea carbonil) fac parte din ciclu: β-lactama (2 atomi de carboni, fără cel de la carbonil, deci 4 atomi aparținând ciclului), γ-lactama (trei atomi de carbon), δ-lactama (patru atomi de carbon).

## Tautomerie
Prin tautomerie de tip ceto-enolic, lactamele trec într-o categorie de compuși numiți lactime. Acești compuși sunt acizi carboximidici ciclici, caracterizați printr-o legătură dublă carbon-azot endociclică (în interiorul ciclului):

## Sinteză
Există câteva metode de sinteză pentru lactame:
- Transpoziția în cataliză acidă a oximelor, prin transpoziție Beckmann
- Reacția dintre cetone ciclice și acid hidrazoic prin reacția Schmidt
- Reacția de ciclizare a aminoacizilor
- Reacția de iodolactamizare [1] prin care un ion iminiu reacționează cu un ion haloniu format in situ în urma reacției dintre o alchenă și iod:

- Reacția Diels-Alder dintre ciclopentadienă și izocianat de clorosulfonil (CSI), pentru obținerea β- și γ-lactamelor. La temperaturi scăzute (−78 °C), β-lactama este produsul majoritar. La temperaturi optime, se obține γ-lactama, denumită și lactama „Vince Lactam”:[2][3]